# Evolution No.9
《Evolution No.9》是日本女子組合9nine的第14張單曲，於2013年6月12日由SME Records發售。

## 概要
本單曲A面曲加插了貝多芬第9號交響曲的一節選段，因此成員在初次聆聽時對此曲作為單曲表示驚奇。本作是自《夏 wanna say love U》七作以來再次收錄三首歌曲，而《Evolution No.9》成為了MBS連續電視劇《TANK-TOP FIGHTER》的主題曲。單曲在Oricon公信榜週榜獲得第六名，是組團以來最高的排名。

## 收錄曲
1. Evolution No.9 [3:58]
作詞、作曲：101，編曲：101、中村太一（日语：中村タイチ）
2. Just A 恋 [4:21]
作詞：her0ism（日语：ヒロイズム），作曲：伊藤寛之（日语：伊藤寛之），編曲：野間康介
3. 銀蓮花也是呢（アネモネもね） [3:01]
作詞、作曲：101，編曲：101、中村太一
4. Evolution No.9 (Instrumental)
5. Just A 恋 (Instrumental)
6. 銀蓮花也是呢 (Instrumental)

## 初回特典
DVD
- 初回生產限定盤A
  1. 「Evolution No.9」 Music Video
  2. 「Evolution No.9」 Dance Shot ver.
- 初回生產限定盤B
  - 12頁相片集
- 初回生產限定盤C
  - 成員單獨封面寫真

## 商業合作
| 曲名           | 商業搭配                            |
| -------------- | ----------------------------------- |
| Evolution No.9 | MBS連續劇《TANK-TOP FIGHTER》主題曲 |

## 外部連結
- YouTube上的9nine 『Evolution No.9』（僅限日本國內瀏覽）
- SME Records介紹網站
  - 初回生產限定盤A（页面存档备份，存于）
  - 初回生產限定盤B（页面存档备份，存于）
  - 通常盤（页面存档备份，存于）